# Patagosuchus
Patagosuchus is een geslacht van uitgestorven peirosauride Crocodyliformes bekend van de Portezuelo-formatie uit het vroege Laat-Krijt van de provincie Neuquén, westelijk centraal Argentinië. Het bevat als enige soort Patagosuchus anielensis. Het onderscheidt zich van andere peirosauriden door zijn extreem heterodonte gebit, dat kleine gekartelde tanden aan de voorkant van de kaken omvat met veel grotere, zijdelings samengedrukte caniniforme tanden erachter. Patagosuchus heeft ook grote ruimten tussen zijn tanden die interalveolaire ruimten worden genoemd en die bij geen enkele andere peirosauride werden gevonden.

## Ontdekking
Patagosuchus is alleen bekend van zijn holotype MANE-PV 1, dat bestaat uit enkele geassocieerde botten die tot een enkel individu behoren. De overblijfselen omvatten een fragmentarisch linkerdentarium en spleniale, het rechterbovenkaaksbeen en rechterjukbeen, een ruggenwervel, een osteoderm van de rug en het rechteropperarmbeen. MANE-PV 1 werd ontdekt in de Baal-steengroeve, in het Loma de La Lata-gebied, nabij de noordkust van Lago Los Barreales, twaalf kilometer ten zuiden van Añelo City, in het zuidoosten van de provincie Neuquén in Patagonië. Het werd verzameld uit de Portezuelo-formatie, de oudste van de twee formaties in de Río Neuquén-subgroep, van de Neuquén-groep, die dateert uit het Laat-Turonien tot het Vroeg-Coniacien van het vroege Laat-Krijt. Patagosuchus is de tweede peirosauride beschreven vanuit deze formatie, samen met Lomasuchus palpebrosus. Patagosuchus vertegenwoordigt de derde peirosauride benoemd uit de Neuquén Group, met Gasparinisuchus peirosauroides bekend van het jongere Santonien tot Vroeg-Campanien van Bajo de la Carpa en de Anacleto-formaties, en de meer recentelijk benoemde Bayomesasuchus hernandezi van de onderliggende Laat-Cenomanien tot Vroeg-Turonien Cerro Lisandro-formatie die de vierde vertegenwoordigt. Deze vertegenwoordigen de vijf bekende Patagonische peirosauriden, samen met Barcinosuchus gradilis van de Cerro Barcino-formatie uit het Aptien tot Albien van de Chubut Group.

## Etymologie
Patagosuchus werd voor het eerst beschreven en benoemd door Gabrel Lio, Federico L. Agnolína, Rubén Juarez Valieri, Leonardo Filippi en Diego Rosales in 2015 en de typesoort is Patagosuchus anielensis. De geslachtsnaam verwijst naar Patagonië, en suchus, gelatiniseerd van het Griekse souchos, een Egyptische krokodillengod. De soortaanduiding verwijst naar de stad Añelo, in de buurt waar het holotype werd ontdekt en verzameld.